# 高志大了
高志 大了（たかし だいりょう、1834年（天保5年） - 1898年（明治31年）8月25日）は伊予国温泉郡出身の日本の僧侶。長谷寺55世能化。字は章範、初名は大空房智盛。日清戦争には、勅を奉じて、大元帥法を修した。
- 1850年　16歳、石手寺章栄の弟子。
- 1851年　豊山に登る。
- 1852年　永雅に入壇灌頂を受ける。
- 1870年　東大寺戒壇院恵訓に登壇受戒。
- 1878年　教導職。累進し、大教院にて宗務を司る。
- 1883年　護国寺貫首。
- 1891年　豊山能化。
- 1894年　真言宗長者。
- 1898年　護国寺にて示寂。

## 著作
- 「野根教相和会論」